# Seznam bosansko-hercegovskih generalov
Seznam bosansko-hercegovskih generalov. (Glej tudi : Seznam generalov Oboroženih sil Bosne in Hercegovine)

## A
- Jovan Andrić - Borko Arsenić -

## B
- Aco Babić - Vlado Bajić - Vlajko Begović - Uroš Bogunović-Roca - Milan Bosnić -

## C
- Selmo Cikotić -

## Ć
- Enver Ćemalović - Ljubiša Ćurgus -

## Č
- Idriz Čejvan -

## D
- Milan Daljević (1925–2020), generalpolkovnik JLA
- Rasim Delić (1949–2010), armadni general, komandant Generalštaba Armade BiH
- Mujo Dizdar - Dušan Dozet - Mićo Došenović - Đorđe Dragić -

## Đ
- Vojislav Đokić (1893–1943) - Blažo Đuričić -

## E
- Radomir Erceg -

## F
- Sulejman Filipović - Sakib Forić -

## G
- Mirsad Gutić -

## H
- Muhamed Hadžijamaković - Rade Hamović - Franjo Herljević - Asim Hodžić - Mesud Hotić -

## J
- Anto Jeleč - Ivica Jerkić -

## K
- Rahmija Kadenić - Slobodan Kezunović - Gojko Knežević - Mićo Kolundžija - Danilo Komnenović - Ilija Kostić - Đuran Kovačević - Uroš Kukolj -

## L
- Moni Levi - Nikola Ljubibratić - (Anton Lukežić) - Relja Lukić -

## M
- Srećko Manola - Đorđe Maran - Mladen Marin - Ratko Martinović - Cvijo Mazalica - Senad Mašović - Ivica Miličević - Milančić Miljević - Stojan Milković - Miladin Milojčić - Ratko Mladić - Milutin Morača -

## N
- Stamenko Novaković -

## P
- Isidor Papo - Roza Papo - Jovo Pavić - Mile Pavičić - Ratko Perić - Nikola Pećanac - Rizvo Pleh - Teufik Pletilić - Đurađ Predojević - Nikola Prodanović - Đuro Pucar - Slavko Puljić -

## R
- Lazo Radošević - Stevo Rauš - Slavko Rodić -

## S
- Stanko Salcberger - Marko Srdić - Dragutin Stanić - Velimir Stojnić - Marko Stojčić - Bogdan Stupar -

## Š
- Vlado Šegrt - Božidar Ševo - Boško Šiljegović - Miloš Šiljegović - Dragoljub Škondrić -

## T
- Branko Tanjga - Mirko Tepšić - Savo Trikić - Mirko Turić -

## V
- Lazo Vidović - Petar Vojnović - Mirko Vranić - Todor Vujasinović - Dušan Vujatović - Branko Vuković - Dragan Vuković - Milan Vuković -

## Z
- Miloš Zekić - Milan Zelenika - Žarko Zgonjanin - Milan Zorić - Rade Zorić -